# Ingemar Erlandsson
Ingemar Erlandsson (ur. 16 listopada 1957 w Glimåkrze, zm. 9 sierpnia 2022) – szwedzki piłkarz występujący na pozycji obrońcy.

## Kariera klubowa
Erlandsson przez całą zawodową karierę związany był z klubem Malmö FF. Grę dla tego zespołu rozpoczął 1976 roku. Spędził tam w sumie 11 lat. W tym czasie zdobył z klubem dwa mistrzostwa Szwecji (1977, 1986), cztery Puchary Szwecji (1978, 1980, 1984, 1986), a także wywalczył cztery wicemistrzostwa Szwecji (1976, 1978, 1980, 1983). W 1979 roku dotarł z klubem do finału Pucharu Mistrzów, jednak Malmö przegrało tam 0:1 z Nottingham Forest. W tym samym roku Erlandsson przegrał wraz z Malmö finał Pucharu Interkontynentalny z Olimpią Asunción. W 1987 roku zakończył karierę.

## Kariera reprezentacyjna
W reprezentacji Szwecji Erlandsson zadebiutował 4 kwietnia 1978 w wygranym 1:0 towarzyskim meczu z NRD. W 1978 roku został powołany do kadry na mistrzostwa świata. Zagrał na nich w meczach z Brazylią (1:1), Austrią (0:1), a także z Hiszpanią (0:1). Z tamtego turnieju Szwedzi odpadli po fazie grupowej. W latach 1978–1975 w drużynie narodowej Erlandsson rozegrał w sumie 69 spotkań i zdobył 2 bramki.